# نادي يلغافا
نادي يلغافا لكرة القدم (باللاتفية: Futbola Klubs Jelgava) هو نادي كرة قدم لاتفي من مدينة يلغافا، تأسس سنة 2004 ويلعب حاليا في الدوري اللاتفي الممتاز. حلّ في المركز الثاني في الدوري اللاتفي الممتاز 2016.